# Gisela (Arizona)
Gisela es un lugar designado por el censo ubicado en el condado de Gila en el estado estadounidense de Arizona. En el Censo de 2010 tenía una población de 570 habitantes y una densidad poblacional de 76,36 personas por km².

## Geografía
Gisela se encuentra ubicado en las coordenadas 34°6′7″N 111°17′17″O / 34.10194, -111.28806. Según la Oficina del Censo de los Estados Unidos, Gisela tiene una superficie total de 7.46 km², de la cual 7.41 km² corresponden a tierra firme y (0.69%) 0.05 km² es agua.

## Demografía
Según el censo de 2010, había 570 personas residiendo en Gisela. La densidad de población era de 76,36 hab./km². De los 570 habitantes, Gisela estaba compuesto por el 94.74% blancos, el 0.35% eran afroamericanos, el 2.28% eran amerindios, el 0% eran asiáticos, el 0% eran isleños del Pacífico, el 2.11% eran de otras razas y el 0.53% pertenecían a dos o más razas. Del total de la población el 4.39% eran hispanos o latinos de cualquier raza.